# Bertula excelsalis
Bertula excelsalis là một loài bướm đêm trong họ Erebidae.